# Falacia de la interpretación de las observaciones
La falacia de la interpretación de las observaciones (en inglés: observational interpretation fallacy) es el sesgo cognitivo donde las asociaciones identificadas en estudios observacionales se interpretan erróneamente como relaciones causales. Esta mala interpretación a menudo influye en las guías clínicas, las políticas de salud pública y las prácticas médicas, a veces en detrimento de la seguridad del paciente y la asignación de recursos.
El término fue introducido en un estudio de 2024 publicado en el Journal of Evaluation in Clinical Practice. Los investigadores destacaron múltiples casos históricos donde las conclusiones derivadas de datos observacionales llevaron a cambios en la práctica médica que posteriormente fueron refutados por ensayos controlados aleatorizados (ECA). Este fenómeno enfatiza los desafíos de diferenciar correlación de causalidad, especialmente en ausencia de controles experimentales sólidos.

## El papel del sesgo cognitivo
En el ámbito de la investigación médica, es esencial distinguir entre asociación y causalidad para tomar decisiones acertadas. Una asociación implica una relación estadística entre dos variables, mientras que la causalidad indica que una variable influye directamente en la otra. Confundir estos conceptos puede generar errores graves en la toma de decisiones clínicas y de salud pública.
Uno de los principales obstáculos de los estudios observacionales es la confusión por factores no controlados. Esto ocurre cuando una variable externa no medida influye tanto en la exposición como en el resultado, dando la falsa impresión de una relación causal. Por ejemplo, ciertos estudios observaron que las tasas de suicidio eran más altas entre fumadores, lo que llevó a pensar que fumar podría ser un factor de riesgo para el suicidio      Esto llevó a suponer que fumar podría ser un factor de riesgo para el comportamiento suicida.   Sin embargo, investigaciones posteriores revelaron que esta asociación probablemente se debía a factores de confusión, como condiciones de salud mental subyacentes que son más prevalentes entre los fumadores.  Estas condiciones, incluyendo la depresión y la ansiedad, podrían contribuir independientemente tanto al hábito de fumar como al aumento del riesgo de suicidio, creando así una falsa impresión de un vínculo causal directo.
Los sesgos cognitivos tienden a intensificar la interpretación incorrecta de los datos observacionales. Estos sesgos provocan que investigadores, profesionales de la salud o responsables políticos se enfoquen en información que confirma sus creencias previas, ignorando evidencia que las contradice. Esto puede dar lugar a un círculo vicioso donde conclusiones preliminares—basadas en datos poco fiables—se refuerzan a través de interpretaciones sesgadas o el uso inapropiado de términos que sugieren causalidad. Un ejemplo clásico de este error es la falacia post hoc ergo propter hoc, que implica suponer que si un evento ocurre después de otro, necesariamente el primero causó el segundo  Esta manera de razonar es engañosa, ya que puede pasar por alto factores clave que expliquen el resultado.
Otro sesgo relevante es el de confirmación, donde las personas priorizan información que respalda sus ideas preexistentes y descartan datos que las cuestionan.  
Por ejemplo, un investigador podría interpretar datos ambiguos como favorables a su hipótesis y minimizar hallazgos contradictorios, reforzando así ideas erróneas a pesar de la aparición de nuevas pruebas.
La observational interpretation fallacy refleja cómo los estudios observacionales pueden llevar a interpretaciones equivocadas al asumir causalidad donde solo existe correlación. Esta confusión puede alterar significativamente las decisiones médicas, poniendo en riesgo la seguridad del paciente y afectando la asignación de recursos. Este sesgo se vuelve más problemático cuando no se reconocen las limitaciones de los estudios observacionales, como la influencia de factores de confusión o la ausencia de intervenciones controladas.
A diferencia de sesgos individuales como el de confirmación, la observational interpretation fallacy influye en el juicio colectivo dentro de la comunidad científica, impactando en la elaboración de guías clínicas y políticas de salud basadas en evidencia incompleta o errónea. Este sesgo surge no solo de observar eventos coincidentes, sino de interpretar de manera equivocada estos datos en la literatura científica, lo que puede llevar a la implementación de prácticas médicas sin un respaldo sólido.

## Ejemplos
Diversos estudios han identificado al menos dieciséis casos donde la mala interpretación de datos observacionales tuvo consecuencias importantes en la medicina y las políticas de salud.

### Bendectin y defectos de nacimiento
Entre 1956 y 1983, el medicamento Bendectin fue ampliamente recetado a mujeres embarazadas en EE. UU. Sin embargo, en 1980, estudios observacionales lo asociaron erróneamente con defectos de nacimiento    generando preocupación pública y una ola de demandas contra el fabricante, Merrell. Los desafíos legales aumentaron drásticamente los costos de seguro de la compañía a 10 millones de dólares anuales (muy por encima de los 3 millones de dólares de ingresos del medicamento), lo que finalmente obligó a retirarla del mercado. 
La ausencia de Bendectin tuvo graves consecuencias: las hospitalizaciones por náuseas relacionadas con el embarazo se duplicaron, lo que pone de relieve la eficacia única del fármaco.  Años más tarde, investigaciones demostraron que esas acusaciones eran infundadas  y la FDA aprobó nuevamente el fármaco en 2014 

### Terapia hormonal sustitutiva (THS) y enfermedad cardiovascular
Uno de los ejemplos más notorios de mala interpretación de datos observacionales fue la adopción generalizada de la terapia hormonal sustitutiva (THS) para aliviar los síntomas de la menopausia y reducir el riesgo de enfermedades cardiovasculares. Estudios observacionales sugirieron que las mujeres que utilizaban THS tenían una menor incidencia de enfermedades cardíacas    Estos hallazgos se interpretaron como evidencia de una relación causal, lo que llevó a una prescripción amplia de THS sin una evaluación rigurosa.
Las primeras advertencias de los ensayos aleatorios que desafiaron esta suposición fueron recibidas con escepticismo.  Sin embargo, el ensayo clínico Women's Health Initiative refutó esta creencia al demostrar que la THS aumentaba los riesgos de cáncer de mama, accidentes cerebrovasculares y coágulos sanguíneos. Este dramático cambio requirió una revisión completa de las pautas clínicas para el uso de THS, destacando los riesgos de confiar únicamente en datos observacionales para informar las prácticas de atención médica.

### Suplementos antioxidantes y prevención del cáncer
Observaciones preliminares vincularon los antioxidantes con un menor riesgo de cáncer, lo que llevó a recomendar ampliamente su consumo Sin embargo, ensayos aleatorios como el Ensayo de Eficacia del Betacaroteno y el Retinol (CARET)  y el Estudio de Prevención del Cáncer con Alfa-Tocoferol y Betacaroteno (Estudio ATBC)  revelaron no solo la falta de beneficio, sino un aumento en el riesgo de cáncer, especialmente de pulmón en fumadores. Estos hallazgos motivaron una reevaluación de las pautas de suplementación con antioxidantes, destacando los peligros de aprobar prematuramente intervenciones basadas en estudios observacionales.

## La importancia de los ensayos controlados aleatorios (ECA)
Prueba controlada aleatorizada son el estándar de oro en la investigación médica para establecer causalidad. Al asignar aleatoriamente a los participantes a grupos de intervención o control, se minimiza el sesgo y se garantiza que cualquier diferencia observada sea atribuible únicamente a la intervención. Aunque no siempre son viables por cuestiones éticas o logísticas, los prueba controlada aleatorizada proporcionan evidencia confiable y son fundamentales en la medicina basada en evidencia.